# Actinodaphne oleifolia
Actinodaphne oleifolia är en lagerväxtart som beskrevs av James Sykes Gamble. Actinodaphne oleifolia ingår i släktet Actinodaphne och familjen lagerväxter. Inga underarter finns listade i Catalogue of Life.